# 神奈川縣立神奈川工業高等學校
神奈川縣立神奈川工業高等學校（日语：神奈川県立神奈川工業高等学校）是神奈川縣横滨市神奈川區的公立工業高等中学。简称"神工"(じんこう)、"神奈工"(かなこう)。

## 著名畢業生和教職員

### 畢業生
- 青木優也（日语：青木優也）[1] - プロレスラー（日语：プロレスラー）
- 浅葉克己（日语：浅葉克己）[1] - 藝術總監
- カバゴン先生（日语：カバゴン先生）（阿部進）[1] - 教育家
- 泉田清幸[1] - 登山家
- 織本順吉（日语：織本順吉）[1] - 演員
- 神埼彰利[1] - 史家
- 絹川正吉（日语：絹川正吉）[1] - 数学家
- 洼田正孝[1] - 俳優
- 小島燁[1] - 商人
- 佐藤好春（日语：佐藤好春）[1] - 動畫師
- 關家良一[1] - 超級馬拉松
- 田中謙次（日语：田中謙次）[1] - 俳優
- 中島千波[1] - 日本画家（日语：日本画家）
- 平岩共代[1] - アーティスト（日语：アーティスト）
- 廣瀬良一[1] - 城市規劃師
- 藤木幸夫（日语：藤木幸夫）[1] - 実業家
- 望月三起也（日语：望月三起也）[1] - 漫画家
- 本秀康（日语：本秀康）[1] - 插畫家、漫画家
- 柳下大[1] - 俳優
- 熊田五郎（日语：熊田五郎）[1] - 平面設計師､繪本畫家
- 長谷川恆男[1] - 登山家
- 堀禄助[1] - 實業家

### 教職員
- 高柳健次郎[2] - 工程师，1921年（大正10年）後在該校擔任教師